# Malaika Mihambo
Malaika Mihambo (født 3. februar 1994) er en tysk atlet, der hovedsageligt konkurrerer i længdespring.

## Karriere
Ved verdensmesterskaberne i atletik 2019 vandt Mihambo guld i længdespring.
Ved sommer-OL 2020 i Tokyo tog Mihambo guld i længdespring efter et spring på 7,00 meter.
I juli 2022 ved VM i Eugene tog Mihambo sit andet VM-guld i træk i længdespring efter et spring på 7,12 meter.
Ved OL i 2024 vandt hun sølv i længdespring.